# 1936년 스페인 총선거

1936년 스페인 총선거(스페인어: Elecciones generales de 1936)는 1936년 2월 16일에 열린 선거로, 7월 쿠데타와 스페인 내전에 큰 영향력을 끼쳤다. 1936년 당시 스페인의 정치 상황에서 인민전선과 국민전선으로 대표된 좌익과 우익으로의 분열을 여실히 잘 보여주었던 선거이며, 이 선거에서 인민전선이 승리를 거두며 우익의 반발과 스페인 내전의 전초가 된다.
제2공화국 시기 가장 높은 투표율을 기록했던 선거로, 또다른 역사가들은 72.9%의 투표율을 제시한다. 그러나 이러한 높은 투표율의 뒷배경에서는 그동안의 선거에서는 무정부주의자들의 지속적으로 선거에 대한 불참과 투표를 거부해왔던 것과는 달리, 인민전선에 합류한 무정부주의자들이 표를 행사했기 때문이다.

## 같이 보기
- 스페인 제2공화국
- 인민전선
- 마누엘 아사냐
- 스페인 공화좌파당
- 스페인 내전